# Festival Ouidah 92
Le Festival Ouidah 92 est le premier festival mondial des arts et cultures vodun, organisé du 8 au 18 février 1993 à Ouidah au Bénin, à l'initiative du président Nicéphore Soglo.

## Date
Alors que l'année 1992 marque le 500e anniversaire de l'arrivée de Christophe Colomb en Amérique, ces commémorations, qui associent étroitement l'Europe et l'Amérique,  sont mal vécues en Afrique, car elles négligent le rôle de ce continent et passent sous silence le commerce triangulaire et la traite des esclaves africains.
 
Avec l'appui de l'Unesco, un projet ambitieux, La Route de l'esclave, se prépare à Haïti en 1991. Au Bénin également, plusieurs initiatives sont en gestation pour développer un tourisme de mémoire. Le 10 avril 1992, un an après son élection, le président Soglo lance alors le projet Ouidah 92. Prévu pour le mois de décembre 1992, il est retardé et n'a lieu qu'en février 1993, mais conserve son nom initial, Ouidah 92. L'organisation de cette manifestation, qui dure une dizaine de jours, est confiée à l’écrivain et poète Noureini Tidjani-Serpos, à l'époque délégué permanent adjoint à l'Unesco. 

## Objectifs
Les objectifs affirmés sont de faire accéder la culture vodun à l'universalité et de recomposer les rapports de force Nord/Sud et Sud/Sud en rassemblant la diaspora noire autour de la culture vodun et de mettre en valeur le patrimoine culturel du pays. Plus largement il s'agit d'attirer un tourisme culturel et de ressouder la nation béninoise autour de la mise en valeur de sa diversité culturelle.
Cependant Ouidah 92 doit faire face aux réticences de l'Église catholique à l'égard du vaudou. En outre, du fait du report de la date, le festival en vient à coïncider malencontreusement avec la seconde visite du pape Jean-Paul II au Bénin. Le festival suscite aussi la colère des tradipraticiens, exclus de la manifestation.

## Circuit mémoriel
De fait il subsiste peu de vestiges du commerce des esclaves, car celui-ci ne nécessitait guère d'infrastructures permanentes. Il a donc fallu construire de nouveaux « monuments », des statues et des stèles, pour jalonner un parcours d'environ 3 km qui reprend en six étapes le chemin qu'empruntaient les captifs vers les navires négriers. Leur réalisation a été confiée à des artistes béninois renommés, originaires du sud du pays.
L'authenticité de cet itinéraire, plus symbolique qu'historique, a été mis en cause. Par exemple, la Porte du non-retour s'inspire directement de celle de la Maison des esclaves sur l'île de Gorée au Sénégal .
1. la Place des Enchères (ou place Chacha) : moment de la vente des esclaves ;
2. l'Arbre de l'Oubli : rituel pour faire oublier leurs racines aux captifs ;
3. la Case de Zomaï : stockage des esclaves en attendant les navires ;
4. le Mémorial Zoungbondji : fosse commune où étaient jetés les captifs ayant succombé au cours du voyage ;
5. l'Arbre du Retour : rituel permettant aux esclaves de revenir sur leur terre natale après leur mort ;
6. la Porte du Non-retour : arrivée sur la plage évoquant la montée dans les cales de navires et le départ pour les Amériques.

Circuit mémoriel en six étapes.
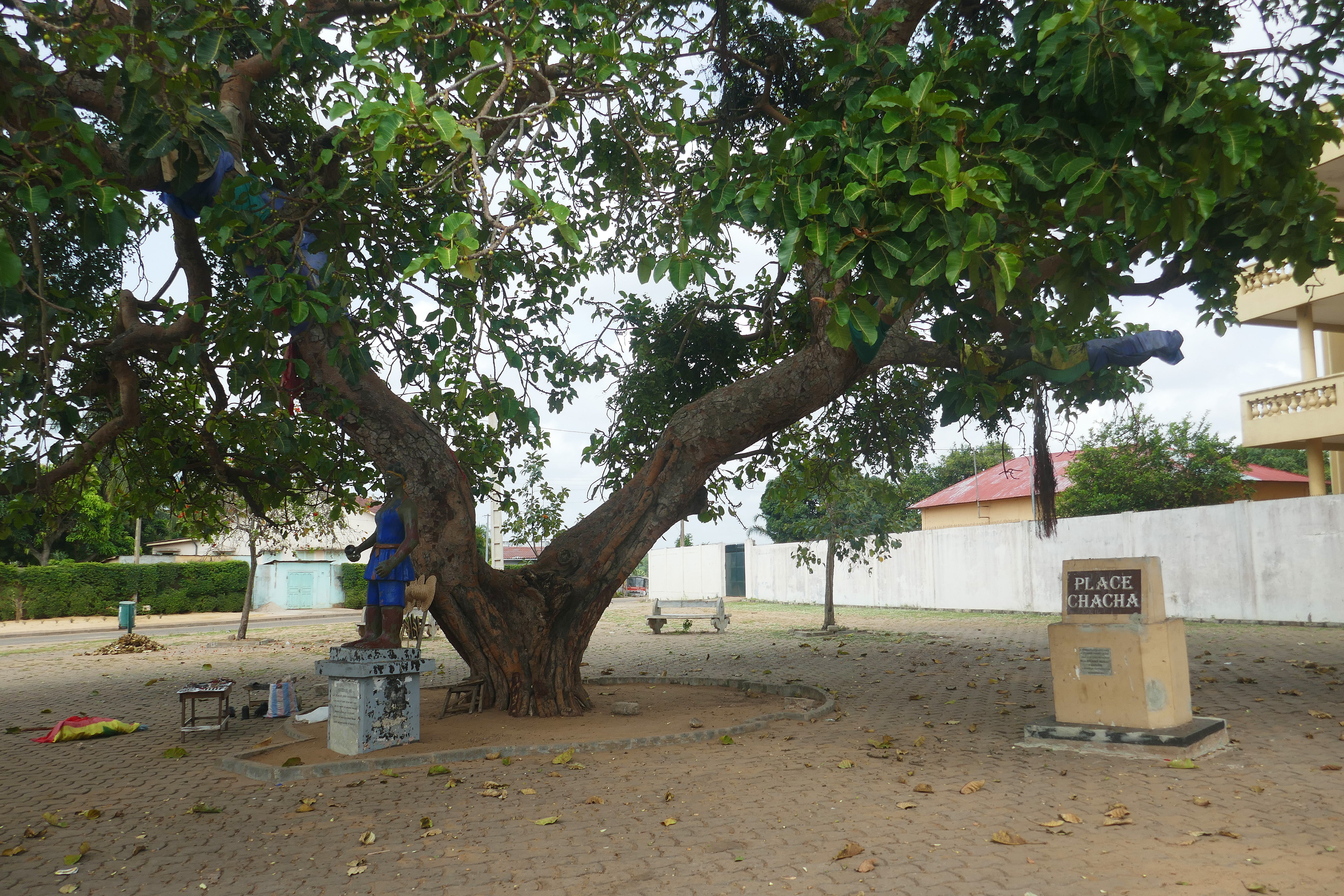
Place Chacha.
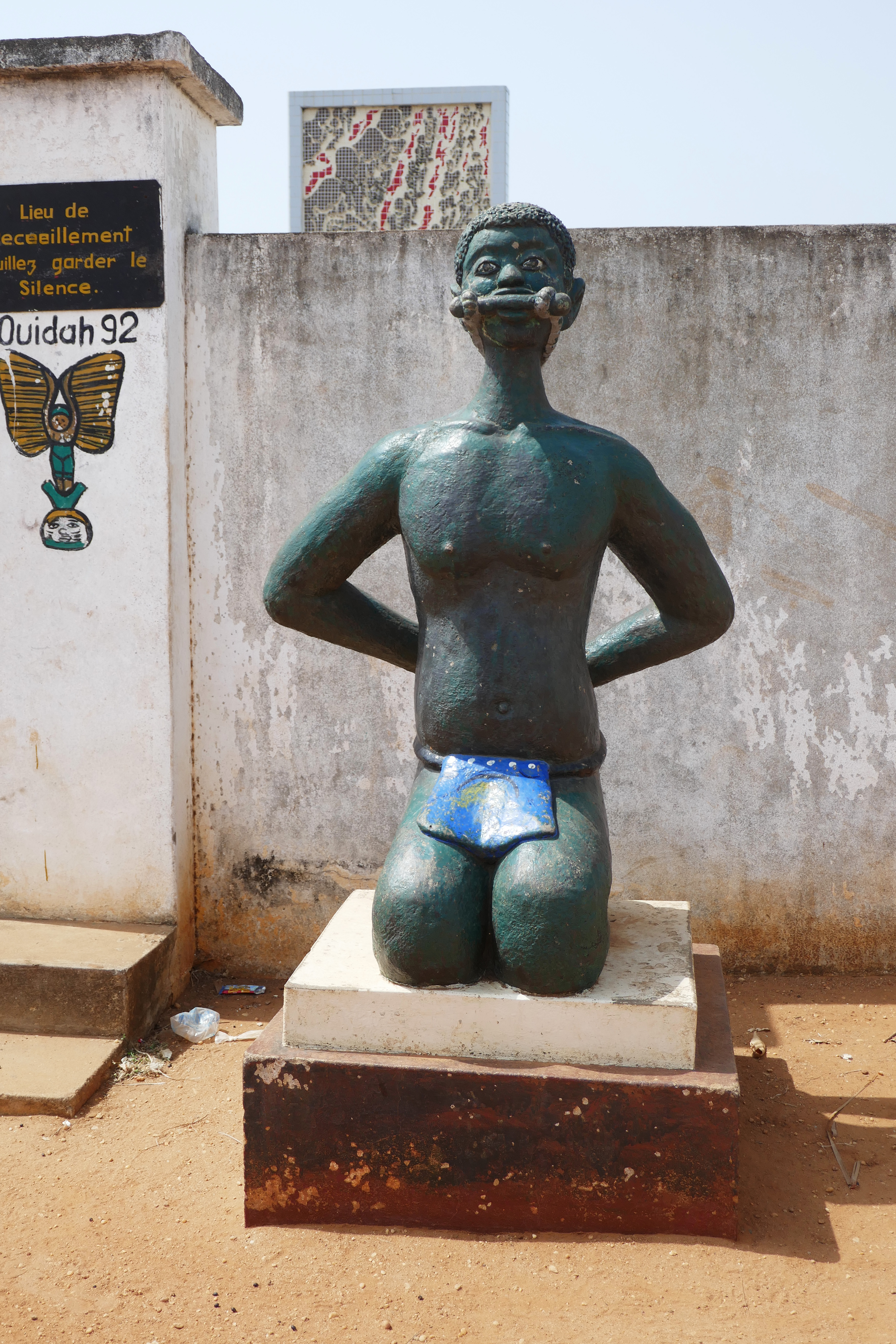
Statue au Mémorial Zoungbodji.
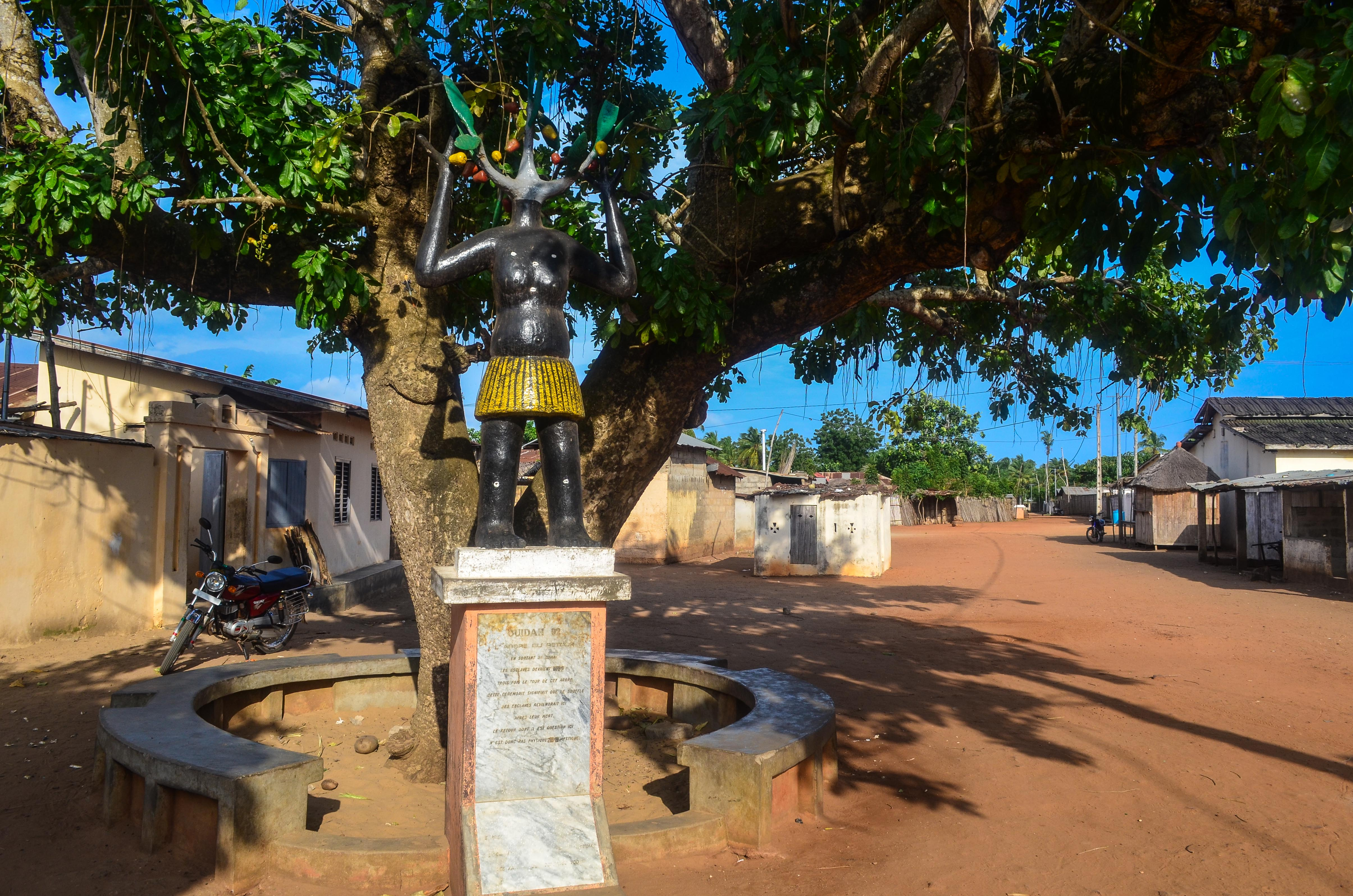
Arbre du Retour.

## Quelques résultats
Ouidah 92 a engendré de multiples retombées,:
- Vote d’une loi[7] au Bénin qui reconnaît la journée du 10 janvier comme une fête légale dédiée au culte Vodun, la fête nationale du vaudou ;
- Organisation depuis 2003 du Festival international du film de Ouidah organisé par Jean Odoutan
- Construction du Mémorial de Zoungbodji sur la fosse commune où l’on jetait les esclaves incapables de voyager;
- Construction  du monument de la Porte du Non Retour sur la plage de Ouidah a été à l’occasion du 6ème sommet de la Francophonie ;
- Projet de la construction de la Route de l’Esclave porté sur les fonts baptismaux par le Bénin et Haïti;
- Publication  aux éditions de l’UNESCO les actes de la conférence de Ouidah sous le titre « La chaîne et le Lien » : une vision de la traite négrière;
- Il est aussi noté une certaine renaissance panafricaine et une nouvelle prise de conscience progressive de la part du peuple noir. En effet, le peuple noir comprend de plus en plus que le développement de l’Afrique dépend du travail de ses fils à renverser les corolaires de l'esclavage que les classes dirigeantes de l’époque ont aidé intentionnellement ou inconsciemment à renforcer empêchant le enveloppement de l’Afrique de plusieurs décennies.

### Filmographie
- Les Revenants - La Diaspora du vaudou en Afrique, film de Charles Najman, 1993, 61 min.